# Fête des Normands

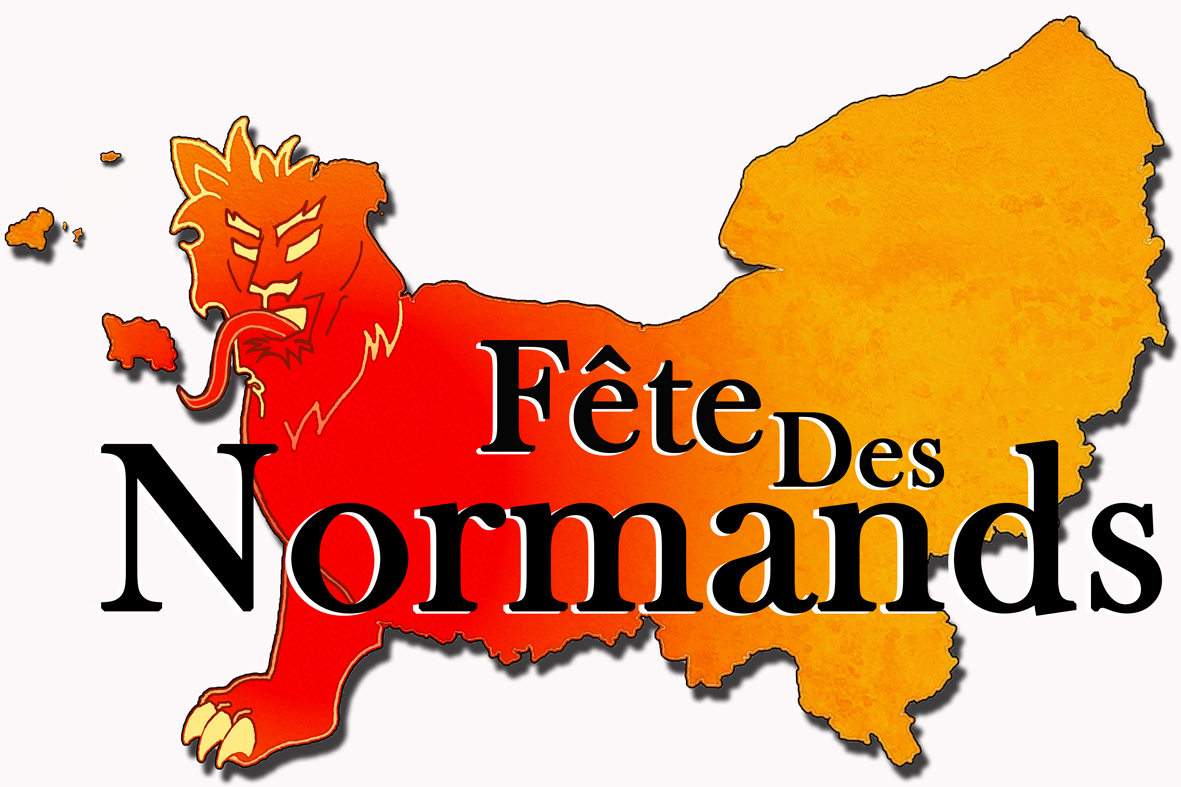
Logo de la Fête des Normands

La Fête des Normands est la fête régionale de Normandie, créée en 2013 par la société civile. Dès la première édition, elle est fêtée sur le territoire d’une quarantaine de communes normandes, et à l’étranger, à Londres notamment,.
Initiative citoyenne, relayée et portée par les Normand(e)s et les amoureux de la Normandie, la Fête des Normands est célébrée autour de la Saint-Michel (le 29 septembre) tous les ans. En 2017, elle est patronnée par la Commission Nationale Française pour l'UNESCO.

## Histoire de la Fête des Normands

### Origine civile
La création et la promotion de la Fête des Normands est le fruit d’une démarche de la société civile : un couple de Normands, Florian Hurard et Chloé Sarah Herzhaft, ont lancé l’idée d’une fête régionale d’envergure en 2013, une fête collaborative et participative, portée par les habitants, en région, en France et à l’étranger. L’idée de l’ Association Fête des Normands est de faire bouger les territoires, utiliser abondamment les NTIC, notamment Internet et les réseaux sociaux. L’objectif est de mobiliser la société civile, poser des ponts entre les habitant(e)s, entre la sphère civile et la sphère institutionnelle, (re)créer du lien social, prendre conscience de ce qui se construit à chaque instant autour de soi, en l’occurrence en région.

### Une constante progression
En 2013, à la suite du travail de promotion réalisé par l’Association Fête des Normands sur l’ensemble du territoire régional et au-delà, une centaine de festivités sont organisées sur le territoire d’une quarantaine de communes, festivités relayées dans de nombreux médias, notamment la BBC, contactés par l’association. En 2014, le nombre passe à 160 festivités. En 2015, la troisième édition totalise environ 200 festivités, avec la mobilisation de communes d’envergure comme la ville normande de Cherbourg,. Les années suivantes, d'autres communes s'inscrivent, sur l'ensemble du territoire normand, à l'instar du Mont Saint Michel. En 2017, la chaîne télévisée France 3 Normandie couvre l'évènement pendant 4 jours "spécial Fête Des Normands", notamment dans le cadre de deux Journaux Télévisés en direct du Mont Saint Michel le 29 septembre 2017, jour de la Saint Michel. Les festivités à l'étranger se multiplient. En 2018, la Fête Des Normands est par exemple célébrée à Rio de Janeiro, à Dakar, à Londres, à Jersey, à Montréal...

### Un levier de construction territoriale
La quatrième édition de la Fête des Normands en 2016, est réalisée dans un contexte d’élections régionales. Au 1er janvier 2016, la région Normandie a été créée, constituée des anciennes régions Haute et Basse-Normandie. L’Association Fête des Normands communique sur un volet d’intelligence territoriale. Elle propose de valoriser l’importance d’une fête régionale d’envergure dans le développement durable des territoires, levier essentiel de construction et d’attractivité territoriales. Reconnue et soutenue par les institutions normandes dès 2014, notamment par les ex-régions Haute et Basse Normandie, la Fête Des Normands bénéficie du patronage officiel de la Commission nationale française pour l'UNESCO depuis 2017. 

### Parrains et marraines
En 2014, le parrain officiel de la Fête des Normands est Michel Bussi. En 2015, Jean-Philippe Joly est élu par les internautes. En 2016, la marraine officielle est la chef normande Caroline Vignaud, le parrain officiel est le boxeur champion de France Maxime Beaussire, surnommé "Maxime le Conquérant" ou "Le Conquérant". En 2017, la marraine est la spécialiste du Droit Normand Sophie Poirey et le parrain est Dominique Hoppe, haut fonctionnaire international créateur de l'Institut de Promotion de la Langue Française à l'International (IPLFI). En 2018, le parrain est le juriste international et auteur Anthony Lacoudre, spécialiste de l'influence du français et du normand dans la langue anglaise. En 2020, le parrain est le footballeur Anthony Deroin, ancien capitaine du Stade Malherbe de Caen.